# Alcides Falcão
Alcides Muniz Falcão (Ouricuri, 29 de agosto de 1930) foi um político e senador da República do Brasil. Foi filiado ao PMDB de Alagoas.
Irmão do também senador Djalma Falcão e do governador Muniz Falcão, tio do governador José Muniz Ramos.